# Anthony Giddens
Anthony Giddens (18 de janeiro de 1938, Londres) é um sociólogo britânico, renomado por sua Teoria da estruturação. Considerado por muitos como o mais importante  filósofo social inglês contemporâneo, figura de proa do novo trabalhismo britânico e teórico pioneiro da Terceira via, tem mais de vinte livros publicados ao longo de duas décadas.

## Biografia
Do ponto de vista acadêmico, o seu interesse centra-se em reformular a teoria social e reexaminar a compreensão do desenvolvimento e da modernidade.
As suas ideias tiveram uma enorme influência quer na teoria quer no ensino da sociologia e da teoria social em todo o mundo. A sua obra abarca diversas temáticas, entre as quais a história do pensamento social, a estrutura de classes, elites e poder, nações e nacionalismos, identidade pessoal e social, a família, relações e sexualidade.
Foi um dos primeiros autores a trabalhar o conceito de globalização.
Mais recentemente tem estado na vanguarda do desenvolvimento de ideias políticas de centro-esquerda, tendo ajudado a popularizar a ideia de Terceira via, com que pretende contribuir para a renovação da social-democracia.
Entre 1997 e 2003, foi diretor da London School of Economics, onde estudara para um mestrado. Anteriormente fora professor de Sociologia em Cambridge, onde conseguira seu doutorado. Muitos livros foram publicados sobre este autor e a sua obra. Foram-lhe concedidos diversos títulos honoríficos.
Foi co-fundador, em 1985, de uma editora de livros científicos, a Polity Press.
Giddens trabalhou como assessor do ex-Primeiro-ministro britânico Tony Blair.

## Obras
- Capitalism and Modern Social Theory. An Analysis of the writings of Marx, Durkheim and Max Weber, (1971);[6]
- The Class Structure of the Advanced Societies, (1973);[7]
- Functionalism: apres la lutte, (1976);
- New Rules of Sociological Method: a Positive Critique of interpretative Sociologies, (1976);
- Studies in Social and Political Theory, (1977);
- Durkheim, (1978);
- Central problems in Social Theory: Action, Structure and Contradiction in Social Analysis, (1979);
- A Contemporary Critique of Historical Materialism. Vol. 1. Power, Property and the State, (1981);
- Sociology: a Brief but Critical Introduction, (1982);
- Profiles and Critiques in Social Theory, (1982);[8]
- Social Class and the Division of Labour. Essays in Honour of Ilya Neustadt, (1982);
- The Constitution of Society. Outline of the Theory of Structuration, (1984);[9]
- A Contemporary Critique of Historical Materialism. Vol. 2. The Nation State and Violence, (1985);[10]
- The Consequences of Modernity, (1990);
- Modernity and Self-Identity. Self and Society in the Late Modern Age, (1991);[11]
- The Transformation of Intimacy: Sexuality, Love and Eroticism in Modern Societies, (1992);
- Reflexive Modernization. Politics, Tradition and Aesthetics in the Modern Social Order, (1994);[12]
- Beyond Left and Right — the Future of Radical Politics, (1994);
- Politics, Sociology and Social Theory: Encounters with Classical and Contemporary Social Thought, (1995);
- In Defence of Sociology, (1996);
- Durkheim on Politics and the State, (1996);
- The Third Way. The Renewal of Social Democracy, (1998);
- Runaway World: How Globalization is Reshaping Our Lives, (1999);
- On The Edge. Living with Global Capitalism, (2000);
- The Third Way and Its Critics, (2000);
- Runaway World, (2000);
- The Global Third Way Debate, (2001);
- Where Now for New Labour? (2002);
- The Progressive Manifesto. New Ideas for the Centre-Left, (2003);
- The New Egalitarianism, (2005);
- Sociology (Fifth Edition), (2006);
- Europe In The Global Age, (2007);
- Over to You, Mr Brown - How Labour Can Win Again, (2007);
- The Politics of Climate Change, (2009);

## Prêmios
- Prémio Príncipe das Astúrias para as Ciências Sociais